# Epiphyllum baueri
Epiphyllum baueri ist eine Pflanzenart in der Gattung Epiphyllum aus der Familie der Kakteengewächse (Cactaceae). Das Artepitheton  baueri ehrt den deutschen Zahnarzt und Epiphytenspezialisten Ralf Bauer (* 1968).

## Beschreibung
Epiphyllum baueri wächst strauchig und ist reich verzweigt. Die zunächst aufrechten, bald aber hängenden Haupttriebe sind in der unteren Hälfte drehrund (bis zu 9 Millimeter Durchmesser), darüber abgeflacht dünn. Sie werden bis zu 2 Meter lang und sind in der oberen Hälfte 4 bis 10 Zentimeter breit. Die Seitentriebe erscheinen an der unteren Hälfte der Haupttriebe. Sie besitzen eine kurze, 0 bis 5 (selten 20) Zentimeter lange drehrunde Basis. Darüber sind sie flach, 15 bis 80 Zentimeter lang, 4 bis 10 Zentimeter breit und ganz leicht gelappt.
Die schwach duftenden Blüten sind 26 bis 30 Zentimeter lang und erreichen Durchmesser zwischen 6 und 6,5 Zentimetern. Ihre grüne Blütenröhre wird bei Durchmessern von 3,5 bis 5 Millimetern 23 bis 26 Zentimeter lang und ist mit winzigen Schuppen besetzt. Die schmalen, 3 bis 3,5 Zentimeter langen, zurückgeschlagenen Blütenhüllblätter sind weiß. Die rosafarbenen Staubblätter stehen in einem einzigen Kreis, sind 1,3 bis 1,8 Zentimeter lang und ragen heraus. Der ebenfalls rosafarbene Griffel trägt eine gelbe Narbe, die gleichfalls herausragt. Die Früchte sind unbekannt.

## Verbreitung, Systematik und Gefährdung
Epiphyllum baueri ist in Panama in der Provinz Colón und in Kolumbien im Departamento Chocó im Tiefland-Regenwald verbreitet.
Die Erstbeschreibung wurde 2003 von Rudi Dorsch veröffentlicht.
In der Roten Liste gefährdeter Arten der IUCN wird die Art als „Data Deficient (DD)“, d. h. mit keinen ausreichenden Daten geführt.

## Nachweise